# Władimir Pozdniakow
Władimir Wasiljewicz Pozdniakow, ros. Владимир Васильевич Поздняков (ur. 4 maja?/17 maja 1902 w rejonie Kaługi lub w Petersburgu, zm. 21 grudnia 1973 w Syracuse w USA) – radziecki wojskowy (podpułkownik), oficer do specjalnych poruczeń i adiutant gen. Andrieja A. Własowa oraz szef oddziału dowódczego Sił Zbrojnych Komitetu Wyzwolenia Narodów Rosji pod koniec II wojny światowej, emigracyjny publicysta i działacz antykomunistyczny.
Ukończył gimnazjum w Petersburgu. W 1919 r. wstąpił do armii bolszewickiej. W 1920 r. przeszedł wojskowe kursy dowódcze w Kałudze. Od września tego roku był instruktorem na południowo-zachodnim froncie. W 1921 r. wstąpił do wyższej szkoły wojenno-chemicznej. W styczniu 1926 r. został szefem służby przeciwchemicznej w 32 saratowskiej dywizji strzeleckiej. W latach 1928–1931 uczył się w wojskowej szkole dowódców rezerwy w Saratowie, a następnie w szkole pancernej w tym mieście. W 1932 r. został szefem służby przeciwchemicznej szkoły pancernej w Ulianowsku. W 1936 r. awansował do stopnia kapitana, a rok później – majora. W 1937 r. został aresztowany przez NKWD i osadzony w więzieniu. Od 1939 r. wykładał nauki chemiczne w szkole auto-technicznej w Połtawie. W marcu 1941 r. powrócił do służby wojskowej, zostając szefem służby przeciwchemicznej LXVII Korpusu Strzeleckiego. 29 maja tego roku awansował na podpułkownika. Po ataku Niemiec na ZSRR 22 czerwca, dostał się w październiku w rejonie Wiaźmy do niewoli niemieckiej. Przebywał w różnych obozach jenieckich. Wkrótce podjął kolaborację z Niemcami. Pod koniec 1942 r. wstąpił do Rosyjskiej Armii Wyzwoleńczej (ROA), po czym przeszedł kursy propagandowe. Na pocz. stycznia 1943 r. został mianowany przez Niemców starszym propagandystą stalagu w Hochenstein w Prusach Wschodnich, a następnie dowódcą 2 kompanii oficerskiej w szkole propagandystów ROA w Dabendorfie. Od końca maja 1943 r. zajmował funkcję szefa kursów przygotowawczych ROA organizowanych przy stalagu 3A pod Berlinem. W listopadzie został zastępcą dowódcy batalionu kursanckiego w Dabendorfie. W kwietniu 1944 r. został wyznaczony starszym oficerem propagandy przy sztabie Grupy Armii Północ. Był jednym z organizatorów kursów propagandystów ROA w Rydze, zostając w czerwcu ich szefem. Pod koniec 1944 r. objął funkcję oficera do specjalnych poruczeń i adiutanta gen. Andrieja A. Własowa. Jednocześnie został szefem oddziału dowódczego Sił Zbrojnych Komitetu Wyzwolenia Narodów Rosji. Na pocz. 1945 r. dostał awans do stopnia generała majora. Po zakończeniu wojny uniknął repatriacji do ZSRR. 9 października 1945 r. został zaocznie skazany przez Sowietów na karę śmierci. Zamieszkał w zachodnich Niemczech, a następnie wyjechał do USA. Na pocz. lat 50. pracował dla armii amerykańskiej w szkole intensywnej nauki języka rosyjskiego przy uniwersytecie w Syracuse, zaś na pocz. lat 60. w wojskowej szkole lotniczej. Jednocześnie działał w Związku Walki o Wyzwolenie Narodów Rosji. Publikował artykuły w emigracyjnych pismach: „Nowoje Russkoje Słowo”, „Wozrożdienije” i innych. Był autorem 2 książek: Rożdienije ROA. (Isotrija Własowskogo Dwiżenija) (Syracuse, 1972) i Andriej Andriejewicz Własow (Syracuse, 1973).